# Kościół św. Feliksa z Kantalicjo w Rzymie
Kościół św. Feliksa z Kantalicjo w Rzymie (wł. Chiesa di San Felice da Cantalice) – rzymskokatolicki kościół tytularny w Rzymie. 
Świątynia ta jest kościołem parafialnym parafii św. Feliksa z Kantalicjo oraz kościołem tytularnym.

## Lokalizacja
Kościół znajduje się w XIX dzielnicy Rzymu – Prenestino-Centocelle (Q XIX) przy Piazza San Felice da Cantalice 20.

## Patron
Patronem świątyni jest św. Feliks z Kantalicjo – włoski kapucyn, żyjący w XVI wieku.

## Historia
Autorami projektu kościoła byli Mario Paniconi i Giulio Pediconi. Budowę rozpoczęto w 1934 roku. Kościół został  konsekrowany 2 października 1941 roku.

## Architektura i sztuka

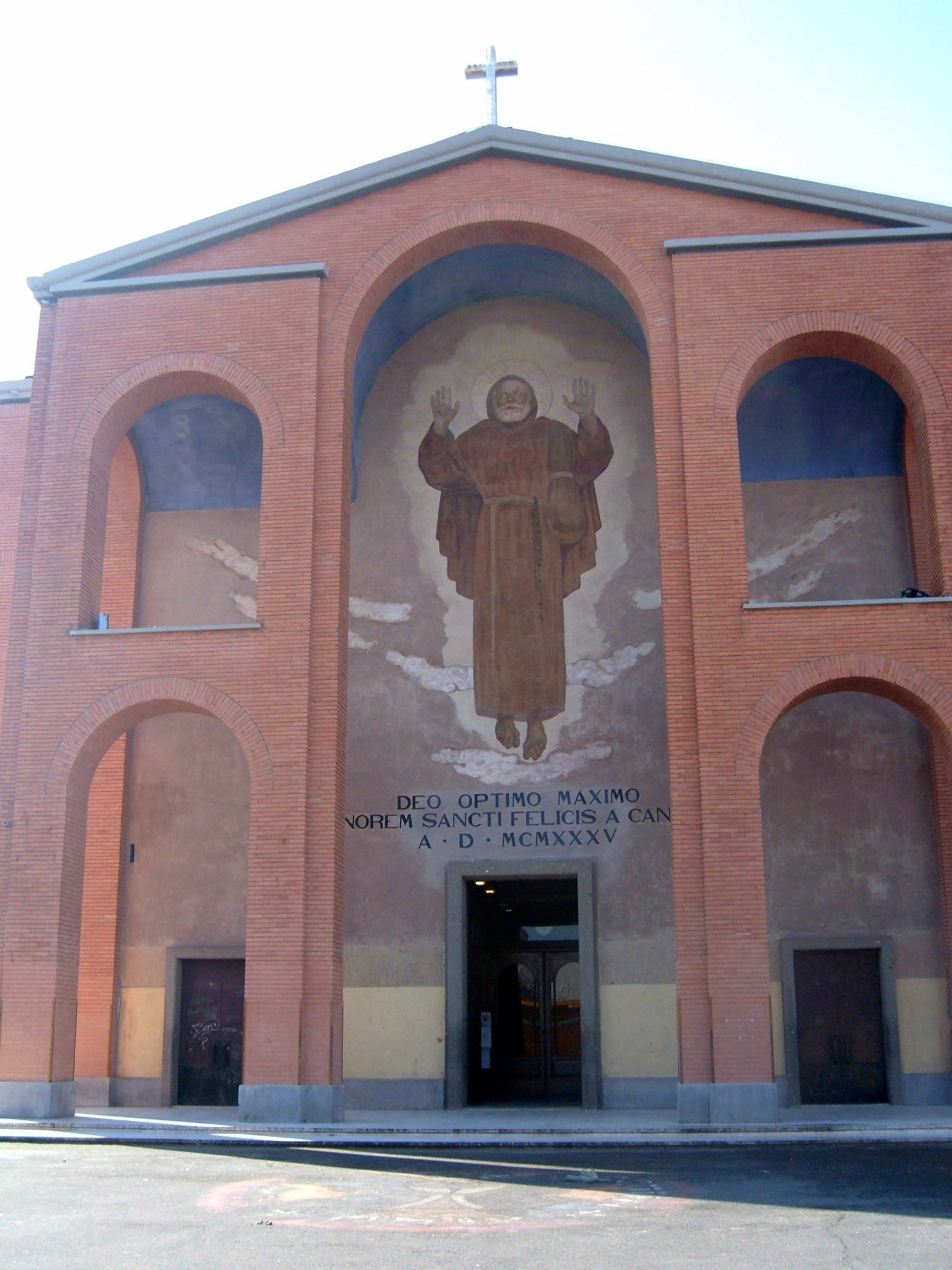
Fasada kościoła

Ganek wejściowy ma łuk środkowy ciągnący się od ziemi aż pod dach, po jego bokach natomiast znajdują się po dwa łuki jeden nad drugim z każdej strony. W ścianie frontowej umieszczono trzy drzwi wejściowe, z których największe są środkowe. Nad głównym wejściem znajduje się napis dedykacyjny, a nad nim fresk przedstawiający patrona kościoła św. Feliksa z Kantalicjo ubranego w kapucyński habit z workiem na jałmużnę na lewym ramieniu.
Plan świątyni oparty jest na krzyżu łacińskim. Kościół ma nawę główną o pięciu przęsłach, dwie nawy boczne, transept i półkolistą apsydę, w której znajduje się prezbiterium.

## Kardynałowie prezbiterzy
Kościół św. Feliksa z Kantalicjo jest jednym z kościołów tytularnych nadawanych kardynałom-prezbiterom (Titulus Sancti Felicis a Cantalicio ad Centumcellas). Tytuł ten został ustanowiony 29 kwietnia 1969 roku przez papieża Pawła VI.
- Stephen Kim Sou-hwan (1969-2009)
- vacat (2009-2012)
- Luis Antonio Tagle (2012-2025)
- vacat (2025-nadal)